# Smart folders
Smart Folders (рус: «умные» папки) — самообновляющиеся папки в macOS, которые фактически ведут непрерывный круглосуточный поиск по заданному вами критерию.

## Об «умных» папках
«Умные» папки во многом напоминают «умные» альбомы в iPhoto и плейлисты в iTunes, умные папки в Mail и т. д.
На самом деле «умная» папка выполняет поиск по заданному критерию только в момент её открытия. Но поскольку поиск происходит очень быстро и всегда даёт актуальные результаты, возникает ощущение, будто он ведётся постоянно.

## Сохраненные результаты поиска в Windows
В Windows Vista были представлены сохраненные поисковые запросы, собирающие и отображающие элементы на основе их свойств, а не папок или путей на диске. Сохраненные поисковые запросы папками не являются, даже не содержат элементов, вместо этого они представляют собой XML-файлы, которые содержат в себе запрос для использования Поиском Windows. Сохраненные поисковые запросы могут быть определены на основе настраиваемых параметров, включая даты, метаданные, имена, типы элементов и др. Похожий подход к сохранению запросов существует в Windows XP и Indexing Service, поскольку поисковые запросы могут быть сохранены в виде файлов формата .fnd, однако при этом сохраняется только поисковый запрос пользователя и пользователи должны указать область поиска и выполнить поиск, поскольку результаты не обновляются. Объединение запросов в Windows Vista также позволяет сохраненным поисковым запросам охватывать другие сохраненные поисковые запросы для более точных результатов.

## Библиотеки в Windows
В Windows 7 представлены библиотеки для отображения и организации содержимого. Подобно сохраненным поисковым запросам, Библиотека представляет собой XML-файл, этот файл имеет расширение .library-ms и представляет собой набор файлов, организованных по указанным местоположениям. Однако, в отличие от сохраненных поисковых запросов, пользователи должны указывать расположение папок, а библиотеки могут отображать содержимое, которое не соответствует типу библиотеки.